# Cantonul Corps
Cantonul Corps este un canton din arondismentul Grenoble, departamentul Isère, regiunea Rhône-Alpes, Franța.

## Comune
- Ambel
- Beaufin
- Corps (reședință)
- Les Côtes-de-Corps
- Monestier-d'Ambel
- Pellafol
- Quet-en-Beaumont
- Sainte-Luce
- Saint-Laurent-en-Beaumont
- Saint-Michel-en-Beaumont
- Saint-Pierre-de-Méaroz
- La Salette-Fallavaux
- La Salle-en-Beaumont